# Sansone contro i Filistei
Sansone contro i Filistei è un film muto italiano del 1919 diretto da Domenico Gaido.